# Quadrata
Quadrata, o mayúsculas elegantes, es la versión manuscrita de las mayúsculas cuadradas romanas, la forma de caligrafía solemne usada en la antigua Roma y durante el medievo. La quadrata es uno de los tres estilos que adoptó la caligrafía manuscrita romana, siendo las otras dos: la cursiva romana y la rústica, que corresponden, respectivamente, a una escritura menos formal y de ejecución más rápida y una escritura de mayúsculas más adaptada a la escritura con tinta.

## Forma
Su nombre deriva de las dimensiones de sus letras, que tienden a ser de la misma altura y anchura, como si estuvieran inscritas en un cuadrado y todas ellas derivan de formas cuadradas, circulares y triangulares. Como su modelo de las inscripciones, es de formas rectilíneas y con las terminaciones de los trazos rematados con serifas. En general las formas son muy similares a las mayúsculas lapidarias y las ligaduras son raras.

## Historia

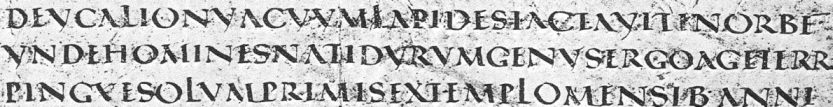
Ejemplo de texto escrito con quadrata.

En las inscripciones antiguas, la principal caligrafía fueron las mayúsculas cuadradas que encontraron su forma definitiva entre la segunda mitad del siglo I y el III. Para los códices de lujo se usó hasta el siglo VI, y como forma de resaltar algunas palabras, como en los títulos, su utilizó hasta el siglo IX. Un famoso códice escrito en Capitalis Quadrata es el Vergilius Augusteus del poeta romano Publius Vergilius Maro.
En la actualidad quadrata es como se denomina a diversos tipos de letra que emulan a las mayúsculas romanas. Una de las tipografías romanas más conocidas es la trajan, en la cual los signos alfabéticos son iguales que los de la inscripción en la columna de Trajano.